# K. G. Hammar

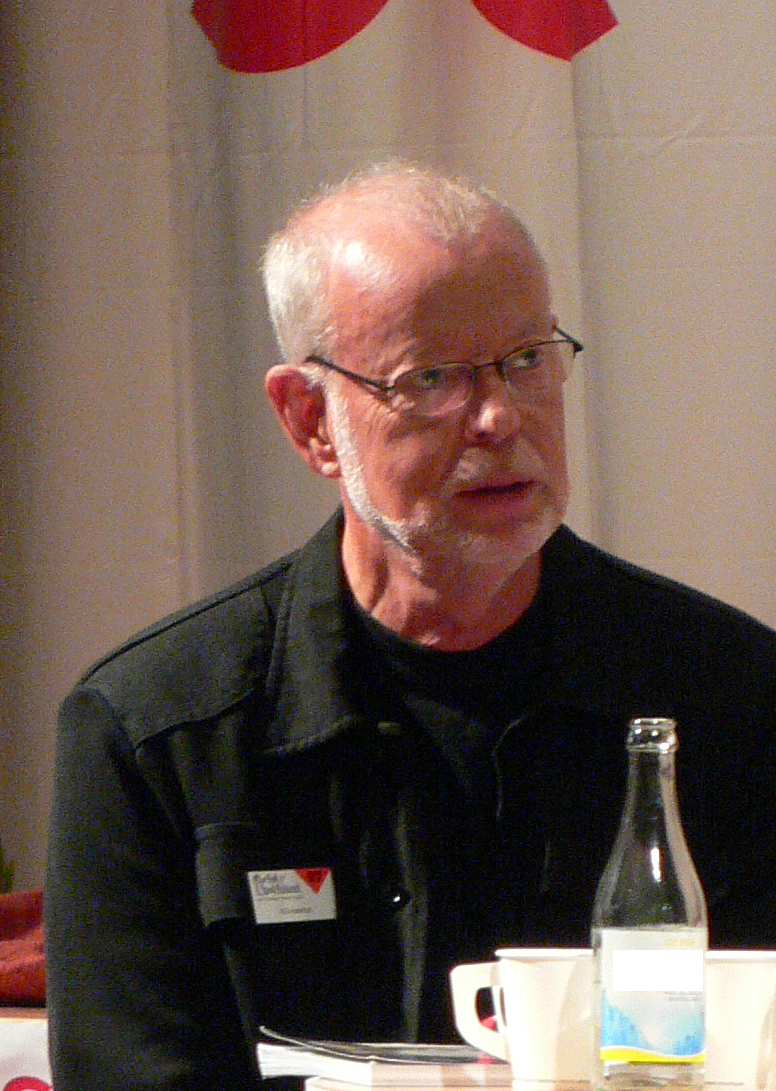
K. G. Hammar (2007)

Karl Gustav Hilding Hammar (* 18. Februar 1943 in Hässleholm) ist ein schwedischer evangelisch-lutherischer Theologe, ehemaliger Erzbischof von Uppsala und damit leitender Bischof der Schwedischen Kirche.

## Leben
Karl Gustav Hammar, der 1965 ordiniert wurde, war von 1972 an Dozent für Kirchengeschichte an der Universität Lund. Von 1980 bis 1987 war er Rektor des Pastoralinstituts in Lund. Von 1987 bis 1992 war K. G. Hammar ebenda Dompropst und von 1992 bis 1997 Bischof von Lund. 1997 wurde er Erzbischof von Uppsala. Von diesem Amt trat er im Sommer 2006 zurück. Sein Nachfolger in diesem Amt wurde Anders Wejryd. 
Hammar steht in liberaler theologischer Tradition, wird jedoch gleichzeitig auch als radikaler Vorkämpfer der Trennung von Religion und Staat betrachtet. Nach seiner Zustimmung zur Ecce Homo-Ausstellung erhielt Hammar Kritik sowohl von der römisch-katholischen Kirche als auch von der syrisch-orthodoxen Kirche in Schweden.
Hammar setzt sich für die Rechte Homosexueller ein, so etwa für die kirchliche Trauung gleichgeschlechtlicher Paare. Hammar ist zudem für kontroverse außenpolitische Äußerungen bekannt, unter anderem im Israel-Palästina-Konflikt. Ebenso kritisiert er den globalisierten Kapitalismus.
Von 2006 bis 2009 hatte Hammar eine Gastprofessur am Zentrum für Theologie und Religionswissenschaft (Centrum för teologi och religionsvetenskap, CTR) der Universität Lund inne.

## Schriften (Auswahl)
- Ecce Homo. Efter tvåtusen år [Ecce Homo. Zweitausend Jahre danach]. Arcus, Stockholm / Lund, Verbum 2000.
- Vägen valde dig. Ärkebiskop KG Hammars mediationer över Dag Hammarskjölds „Vägmarken“. Svenka Kyrkan, Uppsala 2005, ISBN 91-974442-3-5.